# Gordisa
Gordisa (kroatisch Grdiša) ist eine ungarische Gemeinde im Kreis Siklós im Komitat Baranya. 

## Geografische Lage
Gordisa liegt sechs Kilometer südlich der Stadt Harkány und zwei Kilometer nördlich  des Flusses Dráva, der die Grenze zu Kroatien bildet. Nachbargemeinden sind Drávaszabolcs und Matty.

## Sehenswürdigkeiten
- Reformierte Kirche, erbaut 1830
- Römisch-katholische Kapelle Szent István király, erbaut 1940

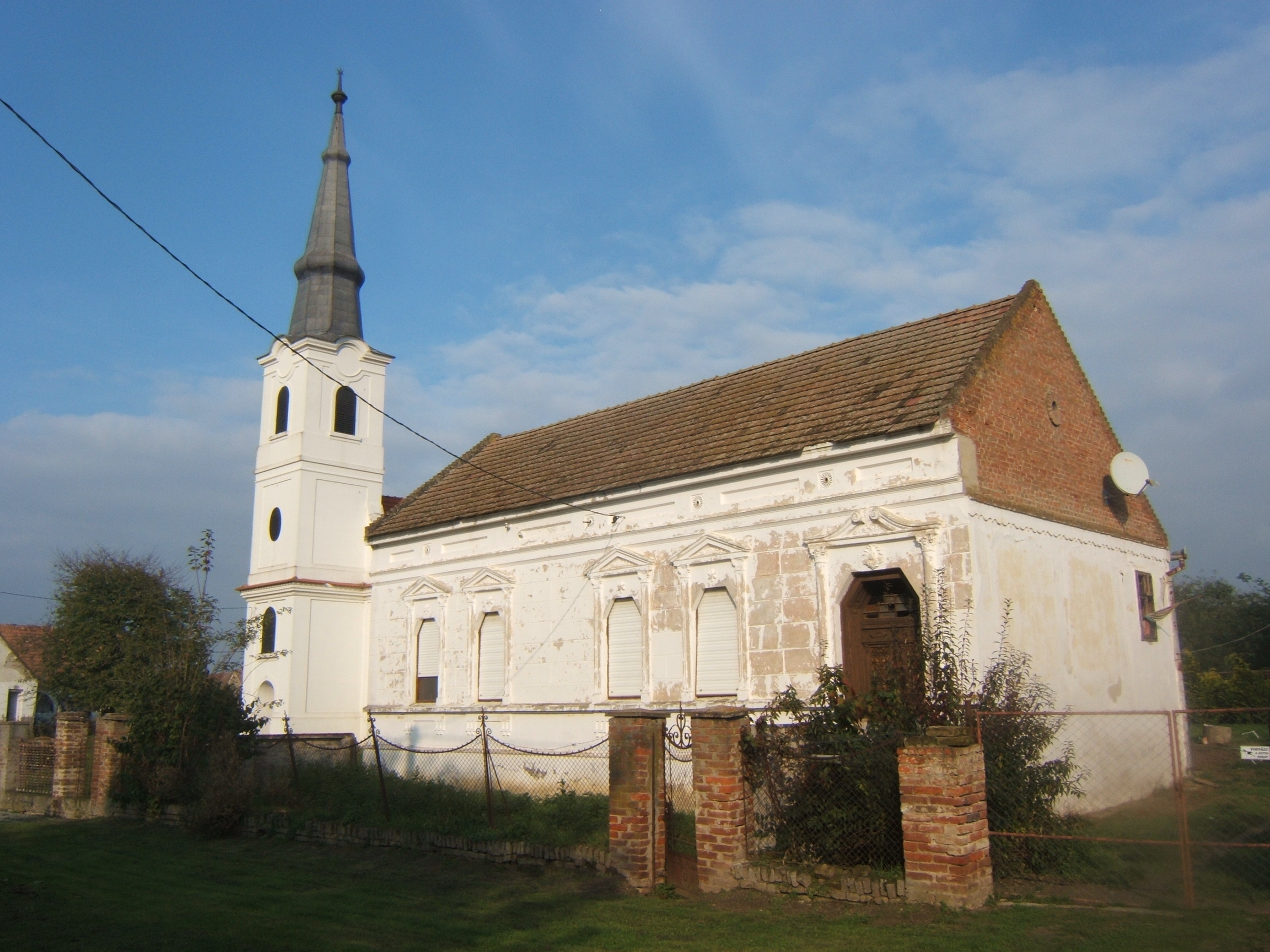
Reformierte Kirche

## Verkehr
Durch Gordisa verläuft die Landstraße Nr. 5712. Der nächstgelegene Bahnhof befindet sich nordöstlich in Villány.